# Ubiale Clanezzo

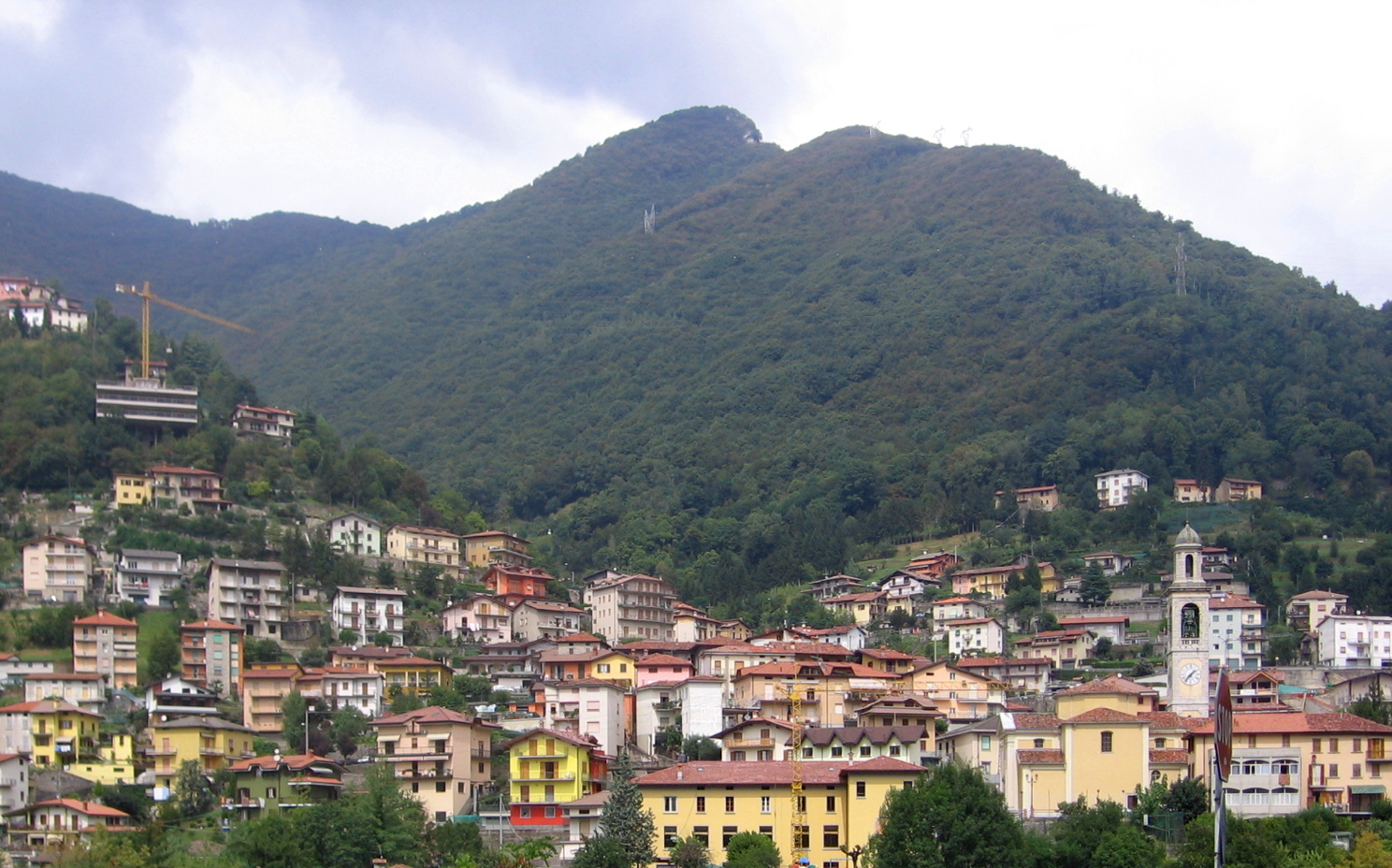
Panorama von Ubiale

Ubiale Clanezzo ist eine norditalienische Gemeinde (comune) mit 1304 Einwohnern (Stand 31. Dezember 2023) in der Provinz Bergamo in der Lombardei. Die Gemeinde liegt an der westlichen Uferseite des Brembo im Valle Brembana gegenüber der Gemeinde Sedrina. Der Ort liegt etwa 16 Kilometer nordnordwestlich von der Provinzhauptstadt Bergamo entfernt.
Die Gemeinde besteht aus den beiden Orten Ubiale und Clanezzo.
Die Brücke des Attone Leuco aus dem 10. Jahrhundert führt über den Imagna, einem kleinen Zufluss zum Brembo.

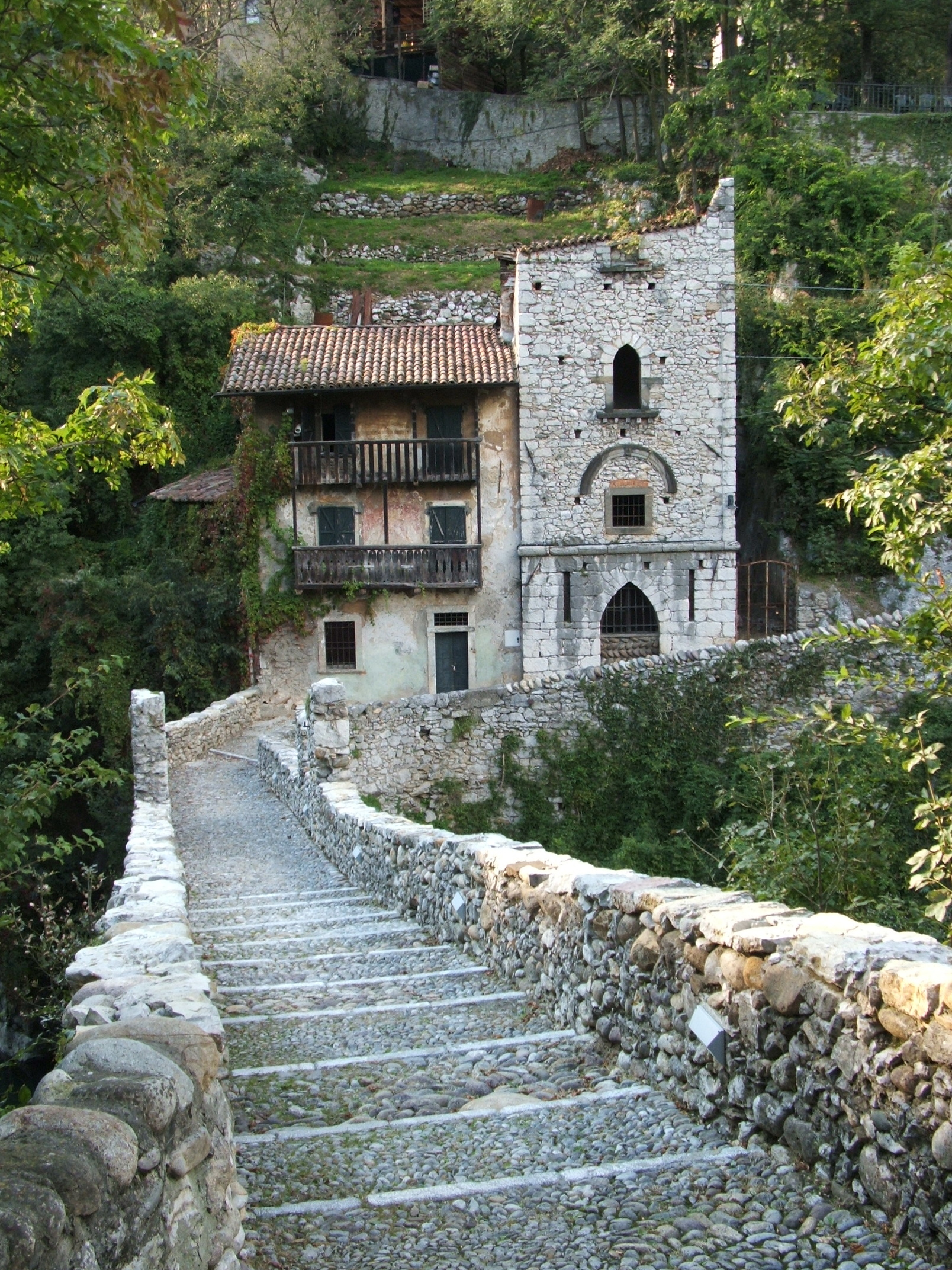
Brücke des Attone über einen kleinen Zufluss zum Brembo

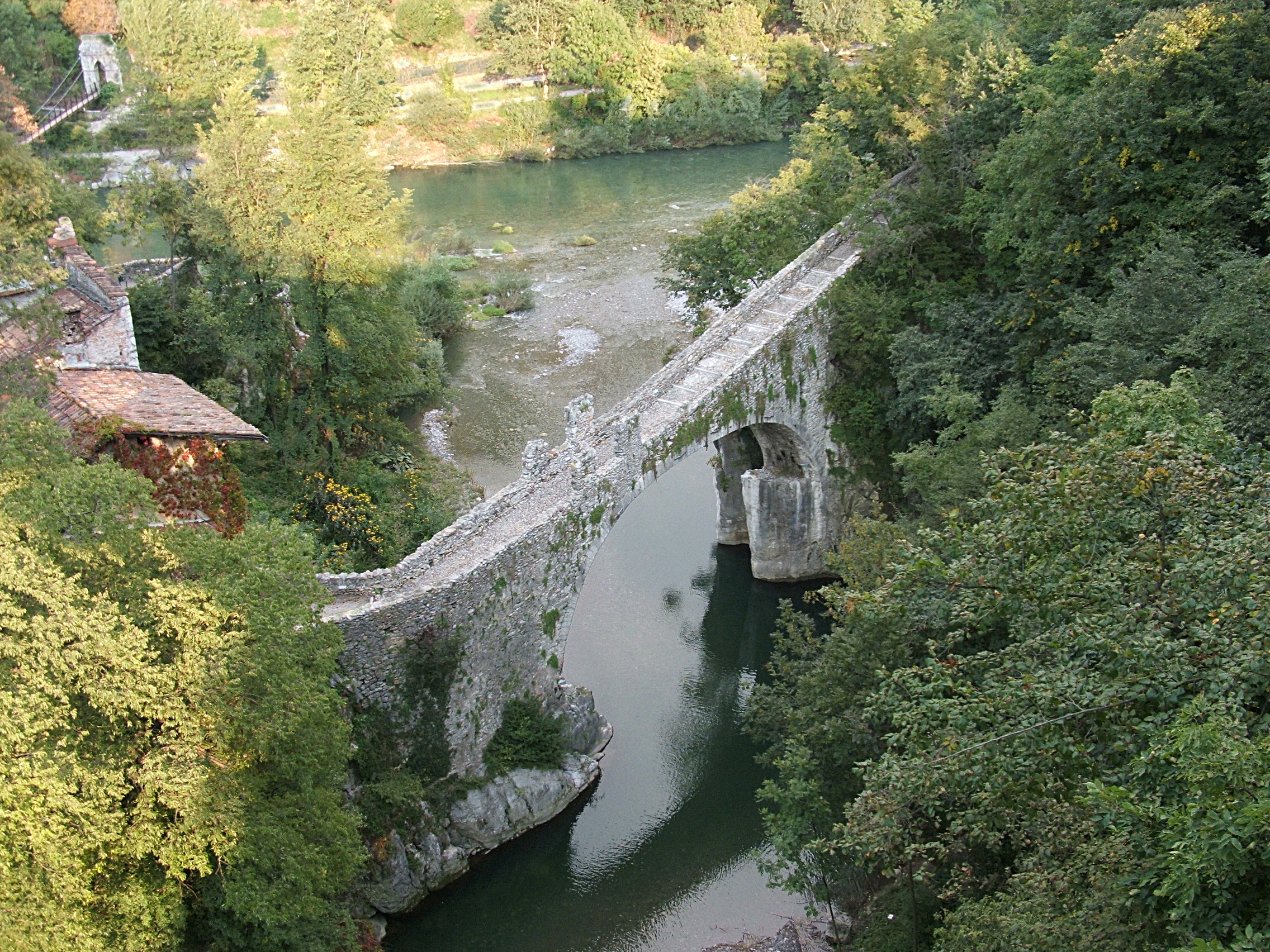
Brücke des Attone